# Kostel Povýšení svatého Kříže (Dubicko)
Kostel Povýšení svatého Kříže v Dubicku je barokní stavbou ze začátku 18. století se zachovaným gotickým kněžištěm (dnešní sakristie). Areál kostela spolu s márnicí, sochami a křížem byl v roce 1964 zapsán na seznam kulturních památek.

## Historie
Kostel budoval od roku 1710 (vysvěcen v roce 1741) Antonio Salla patrně podle vlastního projektu z roku 1703 na místě raně středověké stavby, z níž se dochovalo rovně ukončené kněžiště (dnešní sakristie) z poloviny 13. století. Dubicko mělo farní kostel již od r. 1297.
Původní kostel v Dubicku vyhořel za husitských válek, podruhé za válek česko-uherských, kdy také zanikla dubická tvrz. Kostel byl vždy obnoven, po pohromě na konci 15. století zvětšen.

## Popis

### Areál
Vstup do areálu kostela se hřbitovem je tvořen monumentálním schodištěm, v jehož popředí je po levé straně sloup se sousoším Nejsvětější Trojice, vpravo socha sv. Jana Nepomuckého. Kolem hřbitova je masivní ohradní zeď, jejíž výška v některých místech dosahuje až 5 m. V místě vybočení je zpevněna třemi opěráky. Za kostelem stojí márnice z 1. poloviny 18. stol., slohově související s barokní přestavbou kostela. Před márnicí je rokokový kříž z roku 1774 s plastickým korpusem Krista a reliéfem Piety na podstavci. Na hřbitově je pochován armádní generál Bohumil Boček.

### Exteriér kostela
Orientovaná jednolodní stavba obdélného půdorysu se zúženým presbytářem, k jehož východní straně přiléhá nižší čtyřboká sakristie. K západnímu průčelí je připojena hranolová věž, ke které vede monumentální schodiště s 22 stupni až k hlavnímu vstupu do kostela. Na předsazené římse portálu s kamenným ostěním je umístěna bohatě reliéfně vytvořená kartuše. V úrovni kartuše jsou po obou stranách portálu v průčelí dvě niky s pískovcovými sochami andělů. Věž s hodinami završuje zděná pravoúhlá atika, v jejíchž nárožích stojí kamenné koule. Střecha věže je plochá. Sakristie (středověké presbyterium) s mírně prohnutou sedlovou střechou má na východním průčelí zachován dnes zaslepený raně gotický okenní otvor s oboustranně rozevřenou špaletou a pískovcovou kružbou. V horní části ostění dveří na jižní straně sakristie se zachovala kamenická značka. 

### Interiér kostela

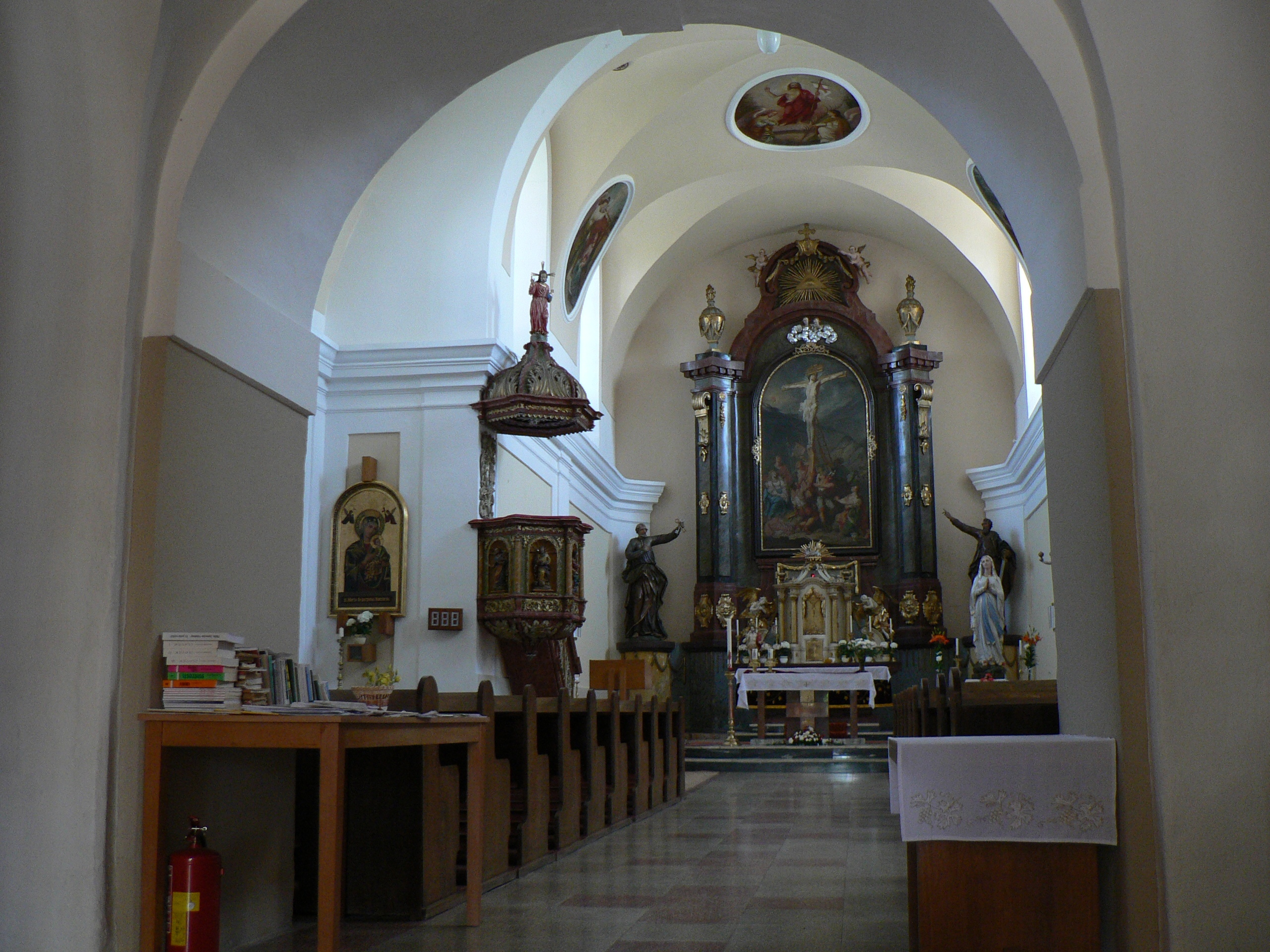
Interiér kostela

Kněžiště i loď jsou zaklenuty valeně, pata klenby je vyznačena průběžnou římsou. V západní části lodi je kruchta nesená hranolovými pilíři. Klasicistní dvoudílný oltář se zděným pilastrovým retabulem je osazen monumentálním obrazem Povýšení sv. Kříže zn. Christian Sambách 1780.
Strop sakristie (původní presbytář) je zaklenutý jedním polem křížové klenby a klínová žebra jsou spojená ve vrcholu kruhovým svorníkem. V severní stěně se dochoval původní kamenný sanktuář s mřížkou. 
Ve věži zavěšený zvon s reliéfním znakem majitele panství Jiřího Tunkla, datovaný r. 1472, patří k nejstarším na zábřežsku.